# Cinquante-cinquième circonscription de la Seine
La Cinquante-cinquième circonscription de la Seine est l'une des neuf circonscriptions législatives que compte le département français de la Seine, situé en région Île-de-France.

## Description géographique
La Cinquante-cinquième circonscription de la Seine était composée de :
- commune d'Issy-les-Moulineaux
- commune de Malakoff
- commune de Vanves

## Description historique et politique

### Historique des députations[3]
| Législature | Début de mandat  | Fin de mandat    | Député        | Parti politique | Observations                                                                             |
| ----------- | ---------------- | ---------------- | ------------- | --------------- | ---------------------------------------------------------------------------------------- |
| Ire         | 9 décembre 1958  | 9 octobre 1962   | René Plazanet | UNR             | Mandat écourté à la suite d'une dissolution parlementaire décidée par Charles de Gaulle. |
| IIe         | 6 décembre 1962  | 12 décembre 1964 | Léon Salagnac | PCF             |                                                                                          |
| IIe         | 12 décembre 1964 | 2 avril 1967     | Guy Ducoloné  | PCF             |                                                                                          |

## Historique des élections

### Élections de 1958[3]
| Candidat       | Candidat           | Parti                     | Premier tour | Premier tour | Second tour | Second tour |  |
| Candidat       | Candidat           | Parti                     | Voix         | %            | Voix        | %           |  |
| -------------- | ------------------ | ------------------------- | ------------ | ------------ | ----------- | ----------- |  |
|                | Léon Salagnac      | PCF                       | 17 389       | 32,09        | 19 642      | 36,8        |  |
|                | René Plazanet élu  | UNR                       | 12 859       | 23,73        | 27 154      | 50,87       |  |
|                | Alfred Sevestre    | SFIO                      | 6 549        | 12,09        | 6 581       | 12,33       |  |
|                | André Leroy        | CNIP                      | 5 315        | 9,81         | Retrait     | Retrait     |  |
|                | Louis Desgranges   | MRP                       | 2 812        | 5,19         | Retrait     | Retrait     |  |
|                | Robert Tenger      | CRR                       | 2 723        | 5,03         | Retrait     | Retrait     |  |
|                | Roger Dauphin      | UFD                       | 2 079        | 3,84         |             |             |  |
|                | Robert Savary      | Divers                    | 1 795        | 3,31         |             |             |  |
|                | Maurice Barthelet  | Divers                    | 1 346        | 2,48         |             |             |  |
|                | Louis Hemmerdinger | Divers droite (Gaulliste) | 1 321        | 2,44         |             |             |  |
|                |                    |                           |              |              |             |             |  |
| Inscrits       | Inscrits           | Inscrits                  | 68 139       | 100,00       | 68 122      | 100,00      |  |
| Abstentions    | Abstentions        | Abstentions               | 12 832       | 18,83        | 13 785      | 20,24       |  |
| Votants        | Votants            | Votants                   | 55 307       | 81,17        | 54 337      | 79,76       |  |
| Blancs et nuls | Blancs et nuls     | Blancs et nuls            | 1 119        | 2,02         | 960         | 1,77        |  |
| Exprimés       | Exprimés           | Exprimés                  | 54 188       | 97,98        | 53 377      | 98,23       |  |

Le suppléant de René Plazanet était René Scherer.

### Élections de 1962[3]
| Candidat       | Candidat              | Parti          | Premier tour | Premier tour | Second tour | Second tour |  |
| Candidat       | Candidat              | Parti          | Voix         | %            | Voix        | %           |  |
| -------------- | --------------------- | -------------- | ------------ | ------------ | ----------- | ----------- |  |
|                | Léon Salagnac élu     | PCF            | 19 128       | 38,82        | 25 385      | 51,4        |  |
|                | René Plazanet sortant | UNR-UDT        | 17 768       | 36,06        | 24 003      | 48,6        |  |
|                | Georges Dufour        | CNIP           | 4 991        | 10,13        | Retrait     | Retrait     |  |
|                | Roger Parmelan        | SFIO           | 3 355        | 6,81         | Retrait     | Retrait     |  |
|                | Roger Dauphin         | PSU            | 3 140        | 6,37         | Retrait     | Retrait     |  |
|                | Michel Moulun         | Divers         | 886          | 1,8          |             |             |  |
|                |                       |                |              |              |             |             |  |
| Inscrits       | Inscrits              | Inscrits       | 66 658       | 100,00       | 66 659      | 100,00      |  |
| Abstentions    | Abstentions           | Abstentions    | 16 440       | 24,66        | 14 863      | 22,3        |  |
| Votants        | Votants               | Votants        | 50 218       | 75,34        | 51 796      | 77,7        |  |
| Blancs et nuls | Blancs et nuls        | Blancs et nuls | 950          | 1,89         | 2 408       | 4,65        |  |
| Exprimés       | Exprimés              | Exprimés       | 49 268       | 98,11        | 49 388      | 95,35       |  |

Léon Salagnac, décédé le 11 décembre 1964, fut remplacé par son suppléant Guy Ducoloné.